# アレクサンダー・ファーマー＝ヘスケス (第3代ヘスケス男爵)
第3代ヘスケス男爵トーマス・アレクサンダー・ファーマー＝ヘスケス（Thomas Alexander Fermor-Hesketh, 3rd Baron Hesketh KBE PC、1950年10月28日 - ）は、イギリスの貴族、政治家。
単に「アレクサンダー・ヘスケス」の称が用いられることが多い。政治家としては保守党に属して、1980年代末から1990年代前半にかけてサッチャー内閣とメージャー内閣で公職を歴任した。（→#政治家）
自動車レースのフォーミュラ1（F1）において、1970年代に参戦していたヘスケス・レーシングの創設者・オーナーとしても知られる。（→#モータースポーツ）

## 経歴
1955年6月、ヘスケスが4歳の時に、父親の第2代ヘスケス男爵フレデリックが39歳の若さで死去し、ヘスケスは同年10月6日に父の男爵位を受け継いだ。
長じて、ヘスケスはヨークシャーに所在するアンプルフォース・カレッジというパブリックスクールに通っていたが、15歳の時に同校を退学した。ヘスケスは当時から学問よりもビジネスに興味を持っており、その中でも特に自動車ビジネスに関心が向いていたことから、16歳の時にまずレスターシャーの中古車販売会社に就職し、そこで2年ほど働いた。
その後、アメリカ合衆国のサンフランシスコに渡り、同地の証券会社ディーン・ウィッターで1年半働き、そこで財務管理についての知識を深めた。その後はさらに香港（当時はイギリス領）に移り住み、船舶売買の仲介会社で働いた。

### 政治家
1971年にイギリスに帰国し、21歳の誕生日に父親の財産を正式に相続し、様々な事業を始めた。（→#事業）
ヘスケス男爵家は貴族院に議席を有していたことから、ヘスケスは相続を受けた1971年から議員資格も持ったが、政界に積極的に関与することはせず、実際に政治家としての活動を始めたのは、1984年10月12日に当時のイギリス首相であるマーガレット・サッチャーがIRAによる爆破テロに遭ったことを契機としている。1980年代半ばのある日、サッチャーはヘスケス邸を訪れ、貴族院の職務を果たすようヘスケスに述べ、それからヘスケスはサッチャーの下で働くようになった。
ヘスケスは1986年に保守党内の役職である貴族院院内幹事（Government Whip）に就任し、保守党政権であるサッチャー内閣においては、1980年代末に環境庁政務次官、閣外大臣のひとつである産業大臣を歴任し、後任のメージャー内閣においても引き続き産業大臣を務めた。メージャー内閣においては、大臣退任後に、名誉職である儀仗衛士隊隊長にも任じられた（1991年5月 - 1993年9月）。保守党の党内においても、1991年から1993年にかけて保守党貴族院院内幹事長（Government Chief Whip）という要職を務めた。
1999年貴族院法による貴族院改革に伴い、ヘスケスは議席を失った。この改革では世襲貴族の内の92家には議席の保持が許されたが（一覧）、ヘスケス男爵家はそのひとつに選ばれなかったためである。
議席を失った後も保守党への所属は続け、2003年に党の会計に就任し、2005年にかけて務めた。
2011年10月10日、ヘスケスはイギリス独立党に移籍した。これは、当時のイギリス首相で保守党の党首だったデーヴィッド・キャメロンが「イギリスの欧州連合離脱是非を問う国民投票」の実施に否定的な考えを示し、そのことにヘスケスが失望（激怒）したことによるものである。移籍後、ヘスケスはイギリス独立党に2011年から2012年の間だけでおよそ31,000ポンドの寄付をしたと言われている。

## 事業
1971年、21歳の誕生日をもってヘスケスは家の財産を正式に相続し、それを契機に数々の事業を始めた。
この頃、早くから青年実業家として名を成し、1970年代前半の時点でドン・ペリニヨン（モエ・エ・シャンドン）の共同経営者としても知られていた。

### モータースポーツ
ヘスケス男爵家が住んでいたイーストン・ネストン（後述）はシルバーストン・サーキットにも近く、ヘスケスは子供の頃から自動車レースに情熱を持っており、1972年に自身のレーシングチームであるヘスケス・レーシングを設立した。このチームは1973年からフォーミュラ1（F1）に参戦し、ヘスケス自身は1975年までチームに関与した。

#### チーム設立 (1972年)
1971年にヘスケスがイギリスに帰国し、父の遺産を相続した頃、ヘスケスはアンソニー・ホースリー（通称「バブルス」）と知り合い、自身のレーシングチームの設立を決意した。
1972年にヘスケスがホースリーと立ち上げた「ヘスケス・レーシング」はホースリーをドライバーとしてフォーミュラ3（F3）に参戦し、結果は芳しくなかったものの、あくまで道楽としてのものであり、楽しめれば良いという考えだった。
次いで、ホースリーが見つけてきたジェームス・ハントを擁して、1972年終盤にフォーミュラ2（F2）に参戦し、翌1973年はF2にフル参戦する予定を立てていた。しかし、入手したマーチとサーティースの2台のF2車両をハントがクラッシュさせてしまい、ヘスケスは「F2をこんなに壊すことを考えれば、F1を大事に使ったほうが、むしろ出費は少ないに違いない」と判断して（F2を飛び越え）F1へのステップアップを図った。これには、F1であれば露出効果や賞金の額が大きいので、総合的にはメリットがあるのではないかという皮算用もあった。

#### F1参戦 (1973年 - 1975年)

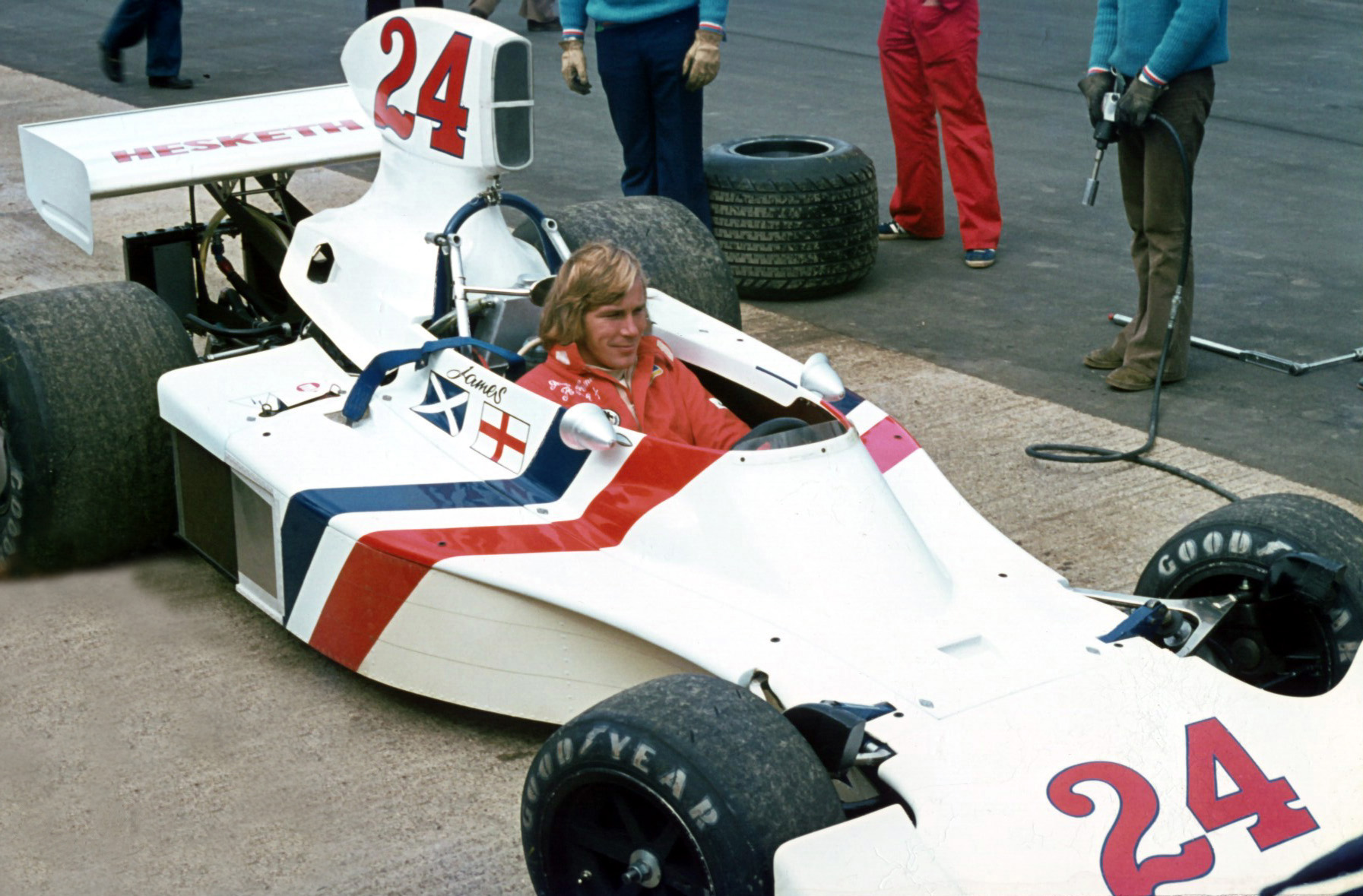
ヘスケス・308のコクピットに収まったジェームス・ハント（1974年）

F1参戦初年度の1973年はマーチ・731を入手し、この時に同車の設計者であるハーベイ・ポスルスウェイトとエンジニアのナイジェル・ストラウドの引き抜きに成功し、ポスルスウェイトの加入はチームにとって大きな力となった。
参戦を始めた当初は「金持ちの道楽」と揶揄する声もあったが、参戦2年目の1974年からはポスルスウェイトによって開発された独自車両の「ヘスケス・308」を投入し、1975年シーズンにハントがオランダグランプリで優勝し、チームは年間の選手権ランキングでも4位に入るという活躍を見せた。
チームの運営資金はヘスケス個人が経営する他の事業から捻出され、年間25万ポンドほどで運営されていた。これは、パドックでの豪華な料理などで演出していたパブリックイメージとは異なり、タバコメーカーなどの大きなスポンサーを持っていた他チームと比べ、チームの運営予算は小さく、財務面はヘスケスの管理により効率的に運営されていた。当初は潤沢な資金であるように見えていたが、この時期にイギリスを襲ったインフレーション（「英国病」を参照）の影響を受け、1975年シーズンにチームは資金難に陥り始め、同年11月に撤退を発表した。
ヘスケスのF1車両は他のチームが買い取って使用が続けられたほか、翌1976年から1978年シーズンにかけてヘスケス・チームとしても参戦を続けているが、これはホースリーがチームを引き継いで参戦を続けたもので、イーストン・ネストンの施設は引き続き使用されたが、ヘスケスの手からは既に離れた活動となる。ヘスケスだけでなく、ハントとポスルスウェイトも1975年限りでチームから離脱しており、ホースリーが率いた3年間の参戦でチームの成績は低調なものに終わった。
一方、ヘスケスとホースリーが発掘した人材はその後に名を成し、F3時代に「スピードは速いがアクシデントの多い男」という評判で低く評価されていたハントは、1976年にマクラーレンでF1ワールドチャンピオンを獲得した。ポスルスウェイトは、自身が開発したヘスケス・308Cとともにウルフ-ウィリアムズに移籍し、後にF1の車両設計者として大成することになる。

#### その後
1993年から2000年にかけて、ヘスケスはイギリスグランプリの運営を行うブリティッシュ・レーシング・ドライバーズ・クラブ（BRDC）の会長を務めた。

### ヘスケス・モーターサイクル

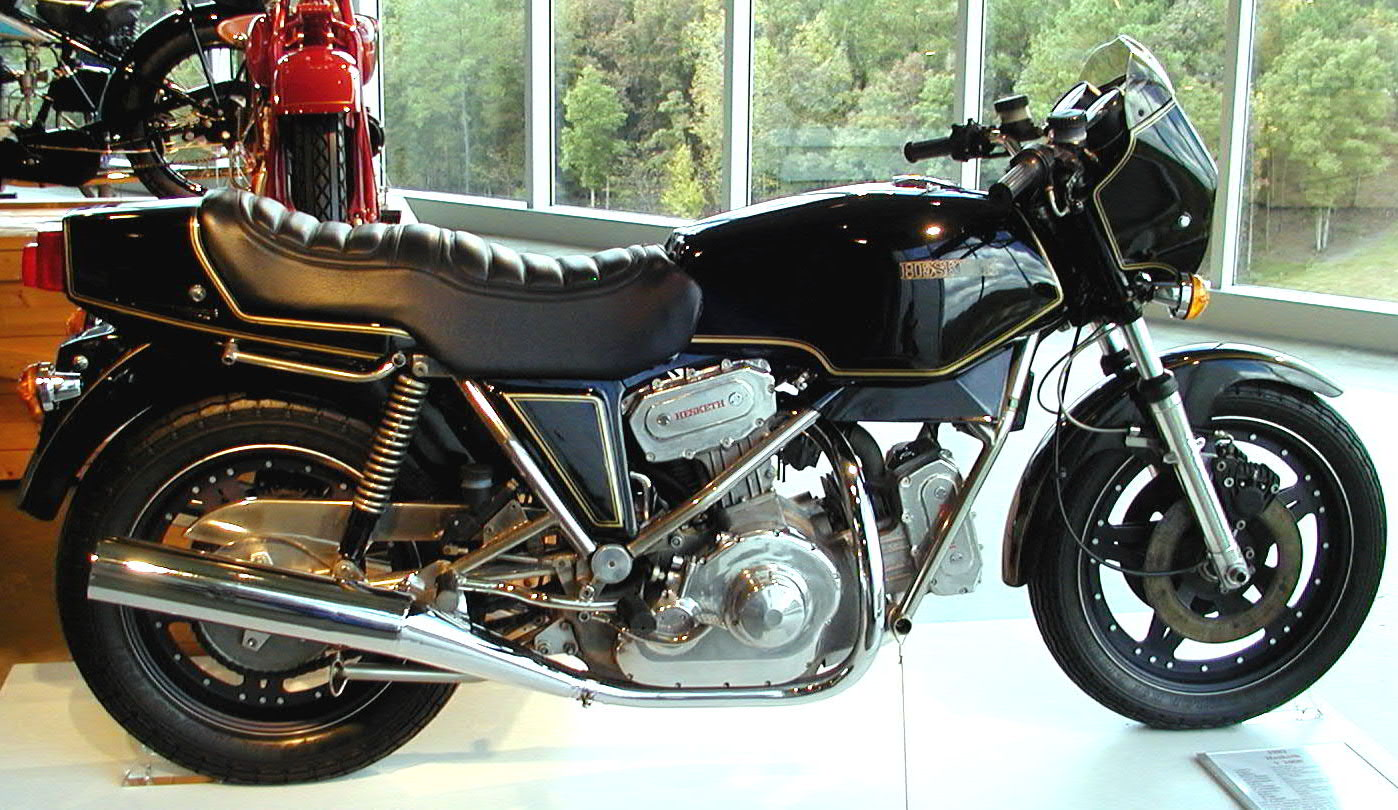
ヘスケス・V1000

ヘスケスは1977年にオートバイの製造に向けた調査を始め、同年末に事業化を決定し、ヘスケス・オートモーティブ・プロダクツ社を設立した。エンジンはF1時代に関係のあったハリー・ウェスレイクが手掛け、車体の設計と製造はF1時代から残っていた者たちが行い、翌1978年末には試作車が完成し、その後も数年をかけて開発が進められていった。
1980年代に入って市販化の目途が立ち、ヘスケス・V1000と名付けたオートバイを発表し、1982年にヘスケス・モーターサイクルを設立し、ダベントリーに近代的な工場設備を建設した。しかし、同社製オートバイは、重量は重く、乗車位置は高く、信頼性は低い、という多くの問題があるもので、製造上の問題により、吸気が悪くエンジンシリンダーがオーバーヒートを起こす不具合まで抱えたものとなった。熟成不足の製品であることが知れ渡ったことで、事業は行き詰まり、このバイクの製造台数は139台に留まり、同社は管財人の管理下となった。
この時期に再建されようとしていたトライアンフ・モーターサイクルは、製品ラインナップがトライアンフ・ボンネビルしかなかったため、V1000の製造権の購入に興味を示したが、同社にもV1000を改良する資金はなかったため、この話は実現しなかった。
ヘスケスは、新たにHesleydon社を設立して、V1000の改良型を生産したが、その欠点を解消することはできず、40台を製造した後、1984年にヘスケスは同社を従業員のミック・ブルーム（Mick Broom）に売却し、自身は経営から手を引いた（イーストン・ネストンの施設はブルームに貸与し引き続き使用が続けられた）。

### バブコック

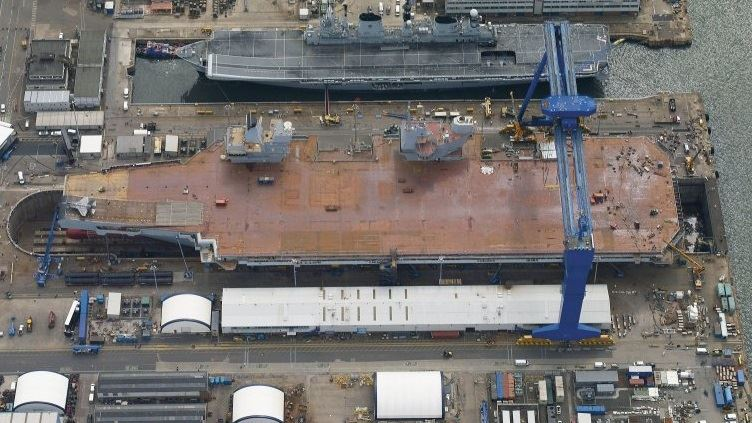
バブコック社傘下のロサイス造船所で建造中の空母クイーン・エリザベス（画像は2014年）

1993年10月6日に、イギリスの軍需企業であるバブコックの取締役会に非常勤取締役として加わり、1996年4月26日に同社の非常勤副会長（non-executive Deputy chairman）に就任した。
同職を長く務めていたが、2010年、同社が建造に深く関わっていたイギリス海軍のクイーン・エリザベス級航空母艦（1番艦は2009年に起工）について、同級の建造計画がイギリスを「物笑いの種」（laughing stock）にするだろうと述べていたことが報じられてスキャンダルとなり、辞任を余儀なくされ、同年11月に職を退いた。

### 航空事業
1994年、ブリティッシュ・メディテレーニアン・エアウェイズ（イギリス地中海航空）の設立に関与し、同社が2007年にブリティッシュ・ミッドランド航空によって3000万ポンドで買収されるまで、会長職を務めた。
航空事業では、その後もカザフスタンのフラッグ・キャリアであるエア・アスタナでも役員を務めていたことがある。

## イーストン・ネストン・ハウス

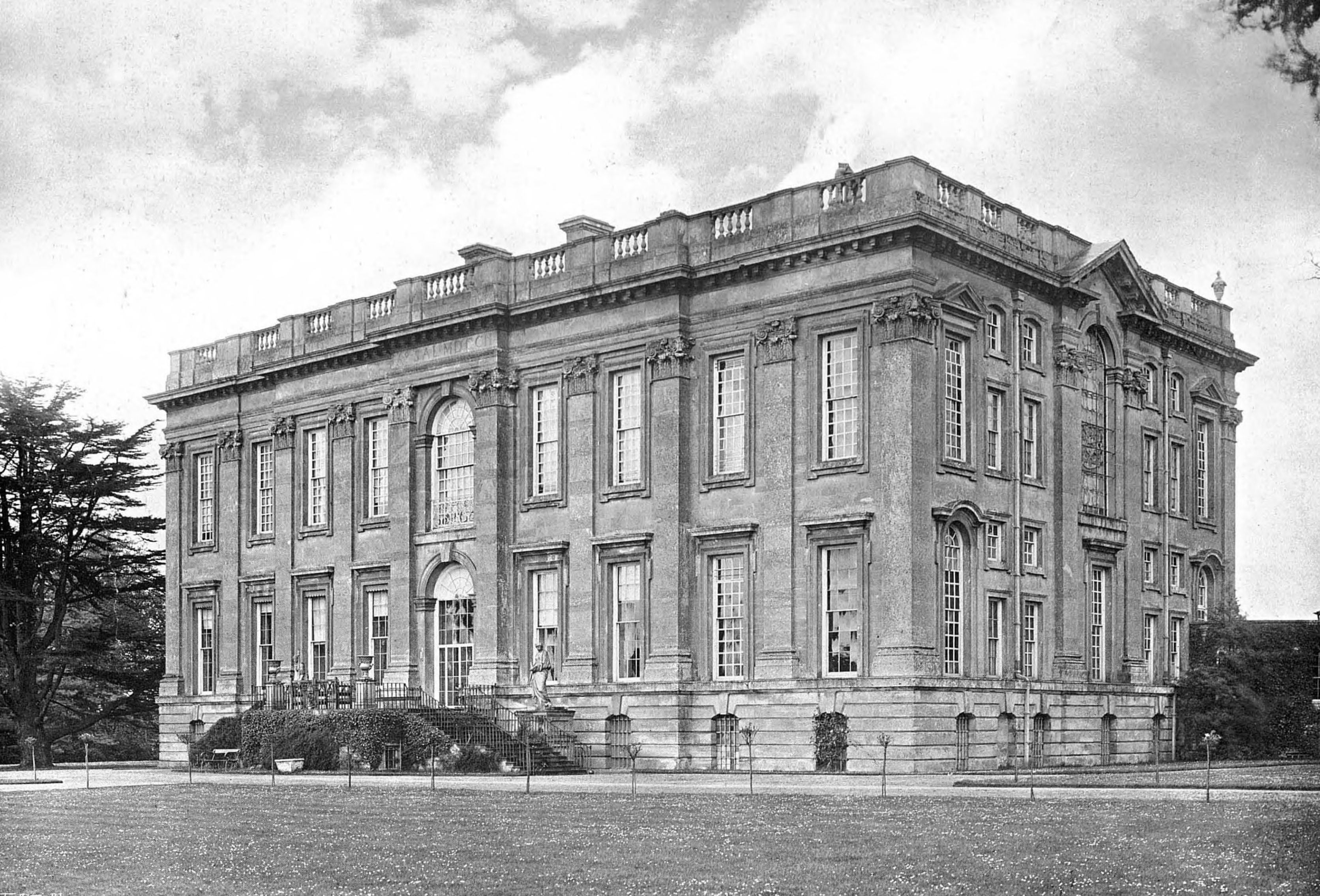
イーストン・ネストン・ハウス

ヘスケス男爵家は、ノーサンプトンシャーにイーストン・ネストン・ハウスという邸宅を、8,000エーカー（約3,240ヘクタール）に及ぶ広大な敷地とともに所有していた。

### 厩舎
敷地には住居としている邸宅の他にもいくつかの建物があり、その中に馬小屋（厩舎）として古くから使用されていた建物があった。この馬小屋は、1900年代の初めに祖父の初代ヘスケス男爵トーマスがそこで自動車を製作していたこともあるというもので、この建物はその後は男爵家の車庫として使用されていた。1970年代に入って、ヘスケスがレーシングチームの設立を計画した際、車両製作のため都会に工場を借りることも考えたが、この「馬小屋」を使用することを最良と考え、この建物にヘスケス・レーシングの作業場が置かれた。
F1からの撤退後もヘスケスは残ったエンジニアたちの雇用を維持してこの作業場の使用を続け、F1に参戦している他のコンストラクター（車両製造者）の仕事を請け負い、この施設では、車両の研究開発やエンジンのオーバーホール、車体部品の製造などが1980年代まで続けられ、チーム・ロータスやリジェのF1/F2車両のいくつかはこの作業場で製造された。
1970年代後半からはヘスケス・モーターサイクル、次いで、その製造権を引き継いだブルーム社もまた、この「馬小屋」をオートバイ製造のための作業場として2006年まで使用した。
この「馬小屋」はそれらの作業に充分な規模があり、四輪の作業と二輪の作業の両方が行われていた1980年頃、それらは隣り合った別々の建物で行われていた。

### 売却
2000年代に入ってヘスケスが経済的な困難を抱えたことにより、ヘスケスは2000年代半ばにその土地建物の多くをファッションデザイナーで実業家のレオン・マックスに売却した。
売却後も、2013年公開の映画『ラッシュ/プライドと友情』では、ヘスケス邸として撮影が行われている（外観のみ）。

## 人物
F1に参戦を始めた1970年代初め（20代前半）の当時、体重120 kgの恰幅のよい人物として知られた。
愛国心の強い人物であり、ヘスケス・レーシングのカラーリングをイギリスの国旗に基づき白を基調に赤と青のラインを配したカラーリングにするなど、自身の愛国心をしばしば目に見える形で表明している。見方や発言によっては、その言葉には貴族的な厚顔無恥さと排他的民族主義の臭いが感じられるとも言われている。
F1では豪華な料理や酒をパドックに持ち込み、そのスタイルを転戦先のあらゆるサーキットで貫いていた（資金が潤沢だった1974年まで）。これは、当時としてはとんでもなく豪華でお洒落なものとみなされたが（当時の保守的なイギリス人ジャーナリストたちからは顰蹙を買った）、後のF1のパドッククラブではむしろヘスケスの持ち込んだこのスタイルが主流となった。

### 家族
ヘスケスは3人兄弟の長男にあたる。母クリスチャン・メアリー・マキュアンは、夫フレデリックの死去後、ノーサンプトンシャーにおいて地方政治家として活動した。
ヘスケス自身は1977年5月21日に、マントン男爵家出身のクレア・ジョージナ・ワトソン（Claire Georgina Watson）と結婚し、3人の子供をもうけた。

### エピソード
- F1に参戦していたヘスケス・チームはスポンサーを付けておらず[W 6]、前述したように、ヘスケス個人の事業によって運営費が賄われていた[7]。1975年に資金不足に陥った際、ヘスケスは他社に資金提供を依頼しようとして交渉を行い、アトランティック・レコード、テキサコ石油といった大手企業がスポンサーとなることに強い関心を示していたのだが、いずれの交渉も不調に終わった[7]。その原因として、チーム名を「アトランティック・ヘスケス」としたいと希望したアトランティック・レコードに対しては、むしろレコードにヘスケスの名を付けたほうが良いと考えて話を断り、ハボライン（英語版）（Havoline。ハボリン）ブランドの宣伝手段として興味を示していたテキサコに対しては、むしろブランド名を「ヘスカライン」（Heskaline）という名にしたほうがよいと提案するなど、ヘスケスの自己中心的な考え方が大きく影響したと言われている[7]。また、ヘスケスはチームの価値を吊り上げ、3年間のスポンサー料として150万ポンドを要求するといった自信過剰な交渉を行い、こうした対応が嫌気され、交渉開始当初は協賛に乗り気だったスポンサー候補まで相次いで離れていくという結果を招いた[7]。

## 関連作品
映画
- 『ラッシュ/プライドと友情』（2013年） - 演者・クリスチャン・マッケイ。主人公の一人であるジェームス・ハントの所属チームのオーナーとして登場し、チームがF1に参戦して崩壊（1975年）するまでの経緯がフィクションを織り交ぜつつ描かれている[注釈 8]。

漫画
- 『あんたが大将 オレさま烈伝』（2003年 - 2006年） - 「其の弐拾弐 ジェームス・ハント」の回に登場。